# Arteră ulnară superioară colaterală
Pătrunde în septul intermuscular medial și coboară pe suprafața capului medial al mușchiului triceps brahial în spațiul dintre epicondilul medial și olecraniu, însoțit de nervul ulnar, și se termină sub mușchiului flexor ulnar al carpului prin anastomozare cu artera ulnară posterioară recurentă, și arterei ulnare inferioare colaterale.
Uneori trimite o ramură în fața epicondilului medial, spre anastomoză cu artera ulnară anterioară recurentă.

## Imagini suplimentare

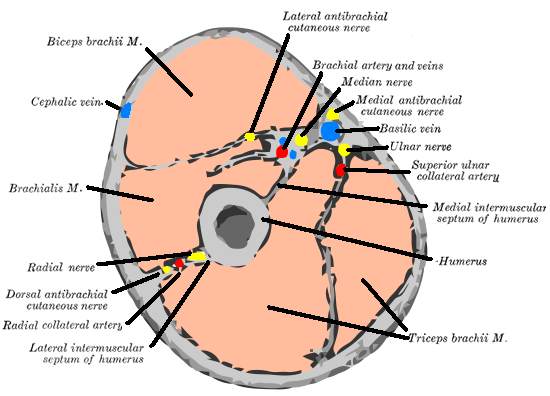
Secțiune transversală prin mijlocul brațului superior.
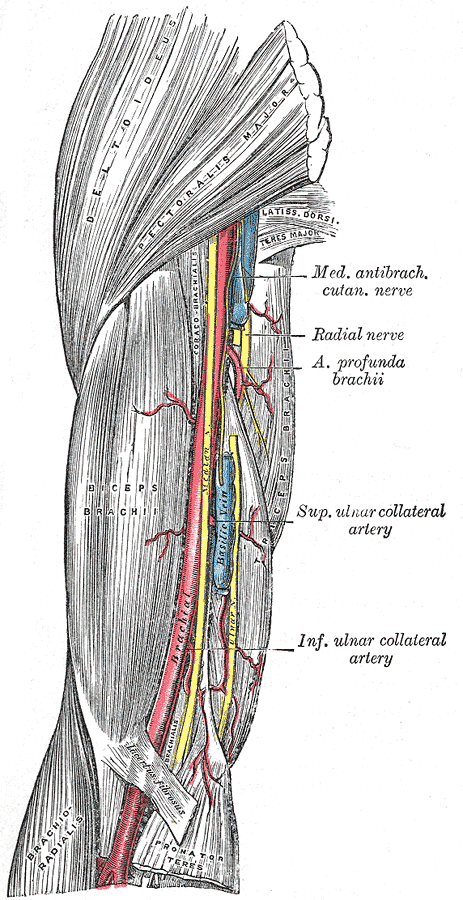
Artera brahială.